# Neobisium erythrodactylum
Neobisium erythrodactylum – gatunek zaleszczotka z rodziny Neobisiidae. Występuje od środkowo-zachodniej części Europy po środkową część Azji.

## Taksonomia
Gatunek ten opisany został po raz pierwszy w 1873 roku przez Ludwiga Carla Christiana Kocha pod nazwą Obisium erythrodactylum. Jako miejsce typowe wskazano Wrocław. W 1932 roku gatunek przeniesiony został przez Maxa Beiera do podrodzaju nominatywnego rodzaju Neobisium. W 1984 roku Božidar P. M. Ćurčić opisał z okolic İlisu w Azerbejdżanie Neobisium medvedevi, jednak nazwę tę zsynonimizowali z N. erythrodactylum Selwin Daszdamirow i Wolfgang Schawaller w 1992 roku.

## Morfologia
Zaleszczotek ten ma niepodzielone tergity i sternity oraz wszystkie cztery pary odnóży krocznych pozbawione kolców na biodrach oraz zwieńczone dwuczłonowymi, podzielonymi na metatarsus i telotarsus stopami. Na prosomie (głowotułowiu) występują dwie pary oczu zaopatrzonych w soczewki. Szczękoczułki zwieńczone są szczypcami; ich palec ruchomy ma kilka ząbków i nie występuje na nim rozgałęziona galea; szczecinka galealna osadzona jest przedśrodkowo. Szczękoczułki zaopatrzone są w rallum, którego pierwsze dwie lub trzy blaszki są na przedzie drobno ząbkowane. Nogogłaszczki zaopatrzone są w szczypce, na których palcach znajdują się ujścia gruczołów jadowych; palec ruchomy i nieruchomy są podobnej długości. Barwa palców jest jasnorudobrązowa, podczas gdy dłoń odznacza się kolorem ciemnooliwkowym do zielonkawobrązowego. Palec nieruchomy nogogłaszczków ma równych długości ząbki oraz osiem trichobotrii, z których trichobotrium ist osadzone jest zaśrodkowo, bliżej trichobotrium it niż trichobotrium ib; odległość między trichobotriami ist i ib jest mniejsza niż dwukrotność odległości między trichobotrium ist a szczytem palca. Ruchomy palec nogogłaszczków ma cztery trichobotria. Udo nogogłaszczków jest stosunkowo smukłe, o długości większej niż 3,5-krotność jego szerokości, dłuższe od karapaksu, o powierzchni pozbawionej guzków. Rzepka nogogłaszczków jest zmodyfikowana i nie zachowuje tulipanowatego kształtu. Opistosoma (odwłok) ma na błonach pleuralnych ziarnistą rzeźbę.

## Ekologia i występowanie
Pajęczak ten należy do fauny epigeicznej.
Gatunek palearktyczny; znany jest z Niemiec, Austrii, Włoch, Polski, Czech, Słowacji, Ukrainy, Węgier, Rumunii, Słowenii, Chorwacji, Bośni i Hercegowiny, Serbii, Grecji, Turcji, Gruzji, Armenii, Azerbejdżanu i Iranu.